# پرستن (نبراسکا)
پرستن(به انگلیسی: Preston) شهری در ایالت نبراسکا کشور ایالات متحده آمریکا است که جمعیت آن در سرشماری سال ۲۰۱۰ میلادی، ۲۸ نفر بوده‌است.